# Canton de Peyruis
Le canton de Peyruis est une ancienne division administrative française située dans le département des Alpes-de-Haute-Provence et la région Provence-Alpes-Côte d'Azur.

## Composition
Le canton de Peyruis regroupait quatre communes :
contenait les communes de La Brillanne, Ganagobie, Lurs et Peyruis.
| Nom                 | Code Insee | Intercommunalité                          | Population (dernière pop. légale) |
| ------------------- | ---------- | ----------------------------------------- | --------------------------------- |
| Peyruis (chef-lieu) | 04149      | CA Provence-Alpes Agglomération           | 2 829 (2014)                      |
| La Brillanne        | 04034      | CA Durance-Luberon-Verdon Agglomération   | 1 109 (2014)                      |
| Ganagobie           | 04091      | CA Provence-Alpes Agglomération           | 80 (2014)                         |
| Lurs                | 04106      | CC Pays de Forcalquier - Montagne de Lure | 374 (2014)                        |

## Histoire
À la suite du décret du 24 février 2014, le canton a été supprimé, fin mars 2015, pour les élections départementales de 2015. Les communes de La Brillanne et Lurs ont rejoint le canton de Forcalquier et les communes de Ganagobie et Peyruis celui de Château-Arnoux-Saint-Auban.

## Représentation

### Conseillers généraux de 1833 à 2015
| Période | Période                   | Identité                       | Étiquette              | Qualité                                                                                         |
| ------- | ------------------------- | ------------------------------ | ---------------------- | ----------------------------------------------------------------------------------------------- |
| 1833    | 1839 (décès)              | Joseph Marie Antoine Terris    |                        | Conseiller de Préfecture, propriétaire à La Brillanne et à Digne                                |
| 1840    | 1848                      | Honoré Itard                   |                        | Juge au Tribunal civil de Digne                                                                 |
| 1848    | 1856                      | Hippolyte Garnier              |                        | Avoué, maire de Forcalquier                                                                     |
| 1856    | 1861                      | Casimir Banon                  |                        | Ancien notaire, propriétaire à Digne                                                            |
| 1861    | 1870                      | Christophe Dépieds (1790-1880) |                        | Juge au Tribunal civil de Forcalquier puis de Brignoles (Var) Maire de Forcalquier              |
| 1870    | 1875 (décès)              | Paul Roustan                   |                        | Notaire, maire de Digne                                                                         |
| 1875    | 1889                      | Charles Cotte (1823-1894)      | Républicain            | Conseiller à la Cour d'appel d'Aix-en-Provence Avocat, Président du Conseil Général (1876-1878) |
| 1889    | 1895                      | Prosper Bergier                | Républicain            | Propriétaire et agriculteur à Lurs                                                              |
| 1895    | 1925                      | Camille Pelissier              | Rad.                   | Avocat à Marseille Sénateur (1907-1912)                                                         |
| 1925    | 1943 (démission d'office) | François Muzy (1878-1944)      | Rad.                   | Gendarme puis négociant Maire de Peyruis (jusqu'en 1943) Révoqué par le Gouvernement de Vichy   |
|         |                           |                                |                        |                                                                                                 |
| 1945    | 1958 (annulation)         | Pierre Berger                  | PCF                    | Conducteur de travaux                                                                           |
| 1958    | 1964                      | Gabriel Domenech               | DVD (App. MRP)         | Journaliste au Méridional Député (1958-1962)                                                    |
| 1964    | 1970                      | Louis Jourdan (1902-1984)      | PCF                    | Commerçant Maire de Peyruis                                                                     |
| 1970    | 1971 (démission)          | André Hugues                   | UDR                    | Administrateur, maire de Ganagobie                                                              |
| 1971    | 1982                      | Louis Jourdan                  | PCF                    | Maire de Peyruis                                                                                |
| 1982    | 2008                      | Francis Galizi                 | app.UDF-CDS puis UMP   | Contremaître en industrie chimique Député (1994-1997) Maire de Peyruis (1983-2008)              |
| 2008    | 2015                      | Gérard de Meester              | DVD puis DVG puis EÉLV | Responsable d'agence bancaire Ancien Conseiller municipal de Volx                               |

### Conseillers d'arrondissement (de 1833 à 1940)
| Période                                  | Période | Identité                         | Étiquette   | Qualité |
| ---------------------------------------- | ------- | -------------------------------- | ----------- | --- |
| 1833                                     | 1839    | Joseph Denoize                   |             | Avoué à Forcalquier Nommé juge suppléant au Tribunal civil de Forcalquier en 1849                           |
| 1839                                     | 1845    | Pierre François Ricard           |             | Médecin et notaire à Peyruis                                                                                |
|                                          |         |                                  |             | |
| 1877                                     | 1895    | Théophile Bergier (1826-1910)    | républicain | Cultivateur, boucher-charcutier Maire de Lurs                                                               |
| 1895                                     |         | Jean-Louis Cléopâtre (1853-1918) |             | Cultivateur, maire de La Brillanne                                                                          |
|                                          |         |                                  |             | |
| 1934                                     | 1940    | Victorin Pomère                  | PRS         | Maire de Lurs (1919-1935)                                                                                   |
| 1940                                     |         |                                  |             | Les conseils d'arrondissement ont été suspendus par la loi du 12 octobre 1940 et n'ont jamais été réactivés |
| Les données manquantes sont à compléter. |         |                                  |             | |

## Démographie
| 1962  | 1968  | 1975  | 1982  | 1990  | 1999  | 2006  | 2011  | 2012  |
| ----- | ----- | ----- | ----- | ----- | ----- | ----- | ----- | ----- |
| 2 219 | 2 557 | 2 543 | 2 620 | 3 080 | 3 420 | 3 774 | 4 207 | 4 255 |